# Gioacchino Guaragna
Gioacchino Guaragna (Milánó, 1908. június 14. – Milánó, 1971. április 19.) olimpiai és világbajnok olasz tőrvívó.